# René Mayer
René Mayer (ur. 4 maja 1895 w Paryżu, zm. 13 grudnia 1972 w Paryżu) – francuski polityk, premier.
Był politykiem Partii Radykalnej. W latach 1949–1951 był ministrem sprawiedliwości. Od 8 stycznia 1953 do 21 maja 1953 był premierem IV Republiki Francuskiej.